# Micrambyx lesleyae
Micrambyx lesleyae är en skalbaggsart som beskrevs av Mourglia 1991. Micrambyx lesleyae ingår i släktet Micrambyx och familjen långhorningar. Inga underarter finns listade i Catalogue of Life.